# Список умерших в 1673 году
В этой статье представлен список известных людей, умерших в 1673 году.
См. также: Категория:Умершие в 1673 году

## Февраль
- 17 февраля — Мольер (51), комедиограф Франции и новой Европы, создатель классической комедии, по профессии актёр и директор театра.
- 18 февраля — Федерико Борромео-младший (55), итальянский куриальный кардинал.

## Март
- 12 марта — Маргарита Тереза Испанская (21), испанская инфанта из испанской ветви Габсбургов, первая жена императора Священной Римской империи Леопольда I, императрица-консорт Священной Римской империи, королева-консорт Германии, Венгрии и Богемии (1666—1673)
- 15 марта — Сальватор Роза (57), итальянский живописец, гравер, поэт и музыкант.

## Апрель
- 29 апреля — Питирим, Патриарх Московский и всея Руси (1672—1673)

## Май
- 28 мая — Ян Виллем Блау (76), голландский картограф и гравер, издатель 12-томного большого атласа.

## Июнь
- 14 июня — Иларион, епископ Русской православной церкви, митрополит Рязанский и Муромский (1667—1673).
- 25 июня — Шарль Ожье де Бац де Кастельмор, граф д’Артаньян (62), гасконский дворянин, сделавший блестящую карьеру при Людовике XIV в роте королевских мушкетёров; погиб в бою.

## Июль
- 1 июля — Фёдор Ртищев (47), русский государственный деятель, окольничий, глава разных приказов, просветитель, меценат, основавший ряд больниц, школ и богаделен.
- 15 июля — Елена Фурман (59), вторая жена знаменитого фламандского живописца Питера Пауля Рубенса.

## Сентябрь
- 28 сентября — Херман Классон Флеминг, барон аф Либелиц (54), генерал-губернатор Финляндии (1664—1669) и государственный казначей Швеции (1660).

## Октябрь
- 20 октября — Барент Фабрициус (48), голландский художник, брат художников Карела и Йоханнеса Фабрициусов.
- 23 октября — Андрей Тотемский (35), святой Русской Православной церкви, юродивый.

## Ноябрь
- 10 ноября — Михаил Корибут Вишневецкий (33), король польский и великий князь литовский; язва пищевода.
- 15 ноября — Томас Вартон (59), британский врач и анатом, описавший подчелюстной проток и вартонов студень.
- 29 ноября — Арман де Грамон, граф де Гиш (36), французский военный и придворный.

## Декабрь
- 15 декабря — Маргарет Кэвендиш (50), английская писательница.

## Дата неизвестна или требует уточнения
- Альбани, Маттиас (старший) — итальянский скрипичный мастер.
- Грибоедов, Фёдор Акимович — русский государственный деятель, дьяк Казанского дворцового и Разрядного приказов.
- Дежнёв, Семён Иванович — выдающийся русский мореход, землепроходец, путешественник, исследователь Северной и Восточной Сибири
- Скшетуский, Николай — военачальник Речи Посполитой, прототип главного персонажа исторического романа польского писателя Генрика Сенкевича «Огнём и мечом» .
- Филарас, Леонардос — греческий учёный и дипломат, боровшийся за независимость Греции